# Chaingy
Chaingy é uma comuna francesa na região administrativa do Centro, no departamento Loiret. Estende-se por uma área de 21,65 km². Em 2010 a comuna tinha 3 886 habitantes (densidade: 179,5 hab./km²).